# Albumy numer jeden w roku 2015 (Korea Południowa)
Circle Album Chart – południowokoreańska lista przebojów, na której znajdują się najlepiej sprzedające się albumy Korei Południowej. Jest częścią Circle Chart, który został uruchomiony w lutym 2010 roku jako Gaon Chart. Dane są zestawiane przez Ministerstwo Kultury, Sportu i Turystyki oraz Korea Music Content Industry Association na podstawie tygodniowych/miesięcznych fizycznych sprzedaży albumów przez sześć głównych południowokoreańskich dystrybutorów.

## Wykresy tygodniowe
| Data publikacji | Album                                                        | Wykonawca         | Źródło |
| --------------- | ------------------------------------------------------------ | ----------------- | ------ |
| 3 stycznia      | Exology Chapter 1: The Lost Planet                           | EXO               | [ 3 ]  |
| 10 stycznia     | Deja Vu                                                      | Sonamoo           | [ 4 ]  |
| 17 stycznia     | The Winter's Tale                                            | BtoB              | [ 5 ]  |
| 24 stycznia     | Base                                                         | Jonghyun          | [ 6 ]  |
| 31 stycznia     | One Fine Day                                                 | Jung Yong-hwa     | [ 7 ]  |
| 7 lutego        | Fly Again                                                    | Infinite H        | [ 8 ]  |
| 14 lutego       | One Fine Day                                                 | Jung Yong-hwa     | [ 9 ]  |
| 21 lutego       | Fly Again                                                    | Infinite H        | [ 10 ] |
| 28 lutego       | oNIELy                                                       | Niel              | [ 11 ] |
| 7 marca         | Boys' Record                                                 | VIXX              | [ 12 ] |
| 14 marca        | Flower                                                       | XIA               | [ 13 ] |
| 21 marca        | The Beat Goes On                                             | Super Junior-D&E  | [ 14 ] |
| 28 marca        | Ice Cream Cake                                               | Red Velvet        | [ 15 ] |
| 4 kwietnia      | I Will                                                       | F.T. Island       | [ 16 ] |
| 11 kwietnia     | Exodus (korean ver)                                          | EXO               | [ 17 ] |
| 18 kwietnia     | Exodus (korean ver)                                          | EXO               | [ 18 ] |
| 25 kwietnia     | Exodus (korean ver)                                          | EXO               | [ 19 ] |
| 2 maja          | Exodus (korean ver)                                          | EXO               | [ 20 ] |
| 9 maja          | M                                                            | Big Bang          | [ 21 ] |
| 16 maja         | The Most Beautiful Moment In Life, Part 1                    | BTS               | [ 22 ] |
| 23 maja         | 27                                                           | Kim Sung-kyu      | [ 23 ] |
| 30 maja         | Odd                                                          | SHINee            | [ 24 ] |
| 6 czerwca       | Odd                                                          | SHINee            | [ 25 ] |
| 13 czerwca      | Love Me Right (korean ver)                                   | EXO               | [ 26 ] |
| 20 czerwca      | Love Me Right (korean ver)                                   | EXO               | [ 27 ] |
| 27 czerwca      | No.5                                                         | 2PM               | [ 28 ] |
| 4 lipca         | Natural Born Teen Top                                        | Teen Top          | [ 29 ] |
| 11 lipca        | Complete                                                     | BtoB              | [ 30 ] |
| 18 lipca        | D                                                            | Big Bang          | [ 31 ] |
| 25 lipca        | Reality                                                      | Infinite          | [ 32 ] |
| 1 sierpnia      | Rise as God                                                  | TVXQ              | [ 33 ] |
| 8 sierpnia      | Ordinary                                                     | Beast             | [ 34 ] |
| 15 sierpnia     | Married to the Music                                         | SHINee            | [ 35 ] |
| 22 sierpnia     | E                                                            | Big Bang          | [ 36 ] |
| 29 sierpnia     | Lion Heart                                                   | Girls’ Generation | [ 37 ] |
| 5 września      | Lion Heart                                                   | Girls’ Generation | [ 38 ] |
| 12 września     | Song Il Kook's Triplets Classic                              | Various Artist    | [ 39 ] |
| 19 września     | The Red                                                      | Red Velvet        | [ 40 ] |
| 26 września     | Magic                                                        | Super Junior      | [ 41 ] |
| 3 października  | 2gether                                                      | CNBLUE            | [ 42 ] |
| 10 października | MAD                                                          | Got7              | [ 43 ] |
| 17 października | Welcome Back (Half)                                          | iKON              | [ 44 ] |
| 24 października | Fall, Once Again                                             | Kyuhyun           | [ 45 ] |
| 31 października | Yesterday                                                    | XIA               | [ 46 ] |
| 7 listopada     | 4 Walls                                                      | f(x)              | [ 47 ] |
| 14 listopada    | Winner Of XVII International Chopin Piano Competition (Live) | Cho Seong-Jin     | [ 48 ] |
| 21 listopada    | Chained Up                                                   | VIXX              | [ 49 ] |
| 28 listopada    | Matrix                                                       | B.A.P             | [ 50 ] |
| 5 grudnia       | Matrix                                                       | B.A.P             | [ 51 ] |
| 12 grudnia      | The Most Beautiful Moment In Life, Part 2                    | BTS               | [ 52 ] |
| 19 grudnia      | Sing for You (korean ver)                                    | EXO               | [ 53 ] |
| 26 grudnia      | Sing for You (korean ver)                                    | EXO               | [ 54 ] |

## Wykresy miesięczne
| Miesiąc     | Album                                     | Wykonawca         | Sprzedaż | Źródło |
| ----------- | ----------------------------------------- | ----------------- | -------- | ------ |
| Styczeń     | One Fine Day                              | Jung Yong-hwa     | 75 886   | [ 55 ] |
| Luty        | Boys' Record                              | VIXX              | 54 997   | [ 56 ] |
| Marzec      | Exodus (korean ver)                       | EXO               | 277 087  | [ 57 ] |
| Kwiecień    | Exodus (korean ver)                       | EXO               | 175 782  | [ 58 ] |
| Maj         | Odd                                       | SHINee            | 165 346  | [ 59 ] |
| Czerwiec    | Love Me Right (korean ver)                | EXO               | 268 821  | [ 60 ] |
| Lipiec      | Rise as God                               | TVXQ              | 148 155  | [ 61 ] |
| Sierpień    | Lion Heart                                | Girls’ Generation | 131 228  | [ 62 ] |
| Wrzesień    | Magic                                     | Super Junior      | 90 504   | [ 63 ] |
| Październik | I                                         | Taeyeon           | 100 923  | [ 64 ] |
| Listopad    | The Most Beautiful Moment In Life, Part 2 | BTS               | 144 640  | [ 65 ] |
| Grudzień    | Sing for You (korean ver)                 | EXO               | 318 698  | [ 66 ] |